# Nathaniel P. Banks
Nathaniel Prentice (of Prentiss) Banks (Waltham, 30 januari 1816 – aldaar, 1 september 1894) was een Amerikaans politicus en generaal tijdens de Amerikaanse Burgeroorlog.

## Arbeider en politicus
Banks was fabrieksarbeider van huis uit en hij werkte in de textielindustrie. Hij las veel en nam deel aan debatten, waarvan hij er een aantal zelf organiseerde onder collega's. Deze activiteiten brachten hem in contact met de politiek en hij sloot zich aan bij de Republikeinse Partij. In zijn politieke carrière bracht hij het tot Voorzitter van het Huis van Afgevaardigden. Ook was hij van 1858 tot 1861 Gouverneur van Massachusetts.

## Generaal
Nadat de burgeroorlog was uitgebroken, benoemde president Lincoln Banks tot generaal. Dat was een politieke benoeming, daar Banks geen militaire ervaring had. Beroepsmilitairen hadden een hekel aan dit soort benoemingen, die in de VS met name tijdens de burgeroorlog veel voorkwamen. De benoeming werd ook Banks kwalijk genomen, hoewel de onder hem dienende militairen gaandeweg de politieke invloed van Banks gingen waarderen.
Na enkele schermutselingen in het dal van de Shenandoah, waarbij Banks het moest afleggen tegen Stonewall Jackson, werd Banks benoemd tot commandant van de 'Army of the Gulf'. Dit legeronderdeel had Louisiana als uitvalsbasis en steun bij de inname van het gebied van de Mississippi als hoofddoel. Banks slaagde er niet in Grant te ondersteunen bij het Beleg van Vicksburg. Ook blonk hij bepaald niet uit bij het door hem gevoerde Beleg van Port Hudson. Ten slotte leidde Banks de Red Riverveldtocht, waarbij geen van de gestelde doelen werd gehaald. Banks kreeg veel kritiek te verduren voor alle mislukkingen tijdens zijn oorlogshandelingen en verloor uiteindelijk alle respect van de onder hem dienende mannen.
Succesvoller was Banks bij de reconstructie van Louisiana. Allereerst verzachtte hij een aantal maatregelen die zijn voorganger had getroffen. Verder leidde Banks het herstel van het burgerbestuur van de staat, in de aanloop naar de normalisatie na afloop van de oorlog. In 1864 organiseerde hij verkiezingen, waarna een staatsbestuur aantrad dat de noordelijken welgezind was. Daarna lobbyde hij vruchteloos voor de opname in het Congres van de vertegenwoordigers van Louisiana. 

## Opnieuw politicus
Na de burgeroorlog won Banks een zetel in het Huis van Afgevaardigden, die hij van 1865 tot 1873 bezette. Hij was die periode ook voorzitter van de commissie voor internationale betrekkingen, maar hij genoot in die functie weinig respect en President Grant passeerde hem waar mogelijk. In 1872 verloor Banks zijn congreszetel terwijl hij campagne voerde voor geestverwant Horace Greeley in de presidentsverkiezingen. Nadien bezette hij nog verscheidene politieke posities, totdat zijn geestesgesteldheid in 1888 achteruit begon te gaan.